# Classe King Edward VII
La classe King Edward VII est une classe de cuirassés  de type Pré-Dreadnought lancée par la Royal Navy  tout au début du XXe siècle. Les navires ont servi ensemble en tant qu'unité tactique pendant une grande partie de leur carrière, opérant dans les Escadres de l'Atlantique ou de la Manche, et dans la Home Fleet avant la Première Guerre mondiale.
Dès 1912 ils constituent la 3e Escadre de Bataille et rejoignent la Méditerranée au cours de la Première Guerre balkanique (1912-1913), puis dans la Grande Flotte durant la guerre. Ils étaient systématiquement placés à la tête des escadres en protection des premiers cuirassés de type Dreadnought mis en service. Vers la fin de la guerre, ils quittèrent cette formation pour assurer des rôles subsidiaires en mer Adriatique et en Atlantique. Mis en réserve après 1918 ils furent vendus pour démolition.

## Fond
Les plans pour la construction de ces cuirassés ont été discutés pour la première fois au printemps 1901. Un déplacement et une longueur provisoires de 16 000 tonnes ou 420 pieds ont été fixés. Des nouvelles de constructions étrangères telles que la classe italienne Regina-Margherita et la classe américaine Virginia appelaient à des conceptions alternatives avec un armement secondaire plus puissant avant d'envisager la construction de nouveaux cuirassés. Le concepteur en chef William Henry White présenta des propositions pour un type très performant qui représentait un progrès si net par rapport à tous les essais précédents qu'une concurrence étrangère pouvait être exclue.
Pendant cette période, le constructeur adjoint J. H. Narbeth réalisa une série d'esquisses inspirées de la classe Formidable, avec un armement secondaire de canons de 233 mm ou de 190 mm et des dimensions différentes en termes de longueur, de stabilité et de vitesse. Ce projet représentait un changement radical par rapport à la classe Majestic, sur laquelle tous les cuirassés précédents étaient basés. Après que l'amirauté eut approuvé le projet final en avril 1901, la construction des navires put commencer. Les principales nouveautés étaient l'introduction des canons de 233 mm, la mise en place d'une batterie continue le long du pont principal et l'abandon des canons à tir rapide sur les marses ainsi que la suppression du pont arrière.
Pour la première fois depuis les années 1870, les cuirassés possédaient à nouveau des gouvernails de direction équilibrés. Les navires étaient très manœuvrables : à 13 nœuds, le diamètre du cercle de giration n'était que de 311 mètres. L'amélioration de la manœuvrabilité s'est toutefois faite au prix d'une diminution de la stabilité des navires autour de l'axe longitudinal. C'est pourquoi ils ont été surnommés « the Wobbling Eight » pendant leur période de service dans la Grand Fleet de 1914 à 1916. Les navires roulaient plus que les navires précédents, mais étaient néanmoins considérés comme des plateformes d'artillerie stables. Cependant, en raison de leur faible franc-bord, le pont supérieur pouvait facilement être submergé par mer agitée.
Au moment de leur développement, les navires de cette classe étaient de puissants cuirassés. Ils répondaient à toutes les attentes placées en eux. Malheureusement, c'est à cette époque qu'eurent lieu de grands bouleversements dans le domaine de l'armement, de la conduite du feu, du blindage et de la propulsion. Les navires ont été mis en service entre 1905 et les premiers mois de 1907. Peu de temps après leur mise en service, ils ont été dépassés par le projet quasiment révolutionnaire du Dreadnought, mis en service fin 1906. Dans les années qui suivirent, un grand nombre de ces cuirassés d'un nouveau genre furent intégrés à la flotte.

## Conception
A l'origine, tous les navires devaient être équipés uniquement de chaudières à tubes d'eau Belleville. Cependant, suite à des enquêtes lancées par l'Amirauté suite à des différences constatées sur les chaudières de navires utilisées à l'époque, celles-ci ont été modifiées. Le rapport consécutif à ces enquêtes recommandait d'abandonner les chaudières Belleville et d'équiper les nouveaux navires de types de chaudières d'autres fabricants. Les quatre types retenus étaient ceux de Babcock & Wilcox, Yarrow, Niclausse et Durr. En conséquence, les navires ont reçu un mélange de chaudières à tubes d'eau et de chaudière à tubes de fumées.
Le King Edward VII disposait de dix chaudières à tubes d'eau Babcock et de six chaudière à tubes de fumées de Scotch. L'Africa, le Britannia, l'Hibernia et l'Hindustan disposaient de dix-huit chaudières à tubes d'eau Babcock et de trois chaudière à tubes de fumées. Le New Zealand disposait de dix-huit tubes Niclausse et également de trois chaudière à tubes de fumées. Seuls le Dominion et le Commonwealth étaient équipés de seize chaudières à tubes d'eau Babcock.
À l'exception du New Zealand, ils furent les premiers cuirassés britanniques à utiliser le pétrole comme combustible et à être équipés d'un système de combustion mixte. Tous les navires devaient à l'origine être propulsés uniquement au charbon, mais entre 1903 et 1905, toutes les chaudières ont été équipées de la possibilité de brûler du fioul et ont été dotées de dépoussiéreurs de fioul, à l'exception du New Zealand, dont les chaudières Niclausse ne pouvaient pas être adaptées au fioul. La quantité de combustible et l'autonomie étaient à peu près les mêmes que pour la classe Formidable. L'ajout de pétrole augmentait cependant le rayon d'action de 1 600 milles nautiques.
Le blindage était généralement basé sur celui de la classe London, mais avec des modifications pour adapter la batterie continue sur le pont principal au lieu des casemates séparées pour les canons de 152 mm. Les principales modifications consistaient à prolonger la section de 228 mm d'épaisseur de la ceinture un peu plus vers l'avant, au-delà de la barbette avant, et à renforcer l'extrémité de 76 mm à 101 mm. L'extension arrière de la ceinture a été relevée à 50 mm. Le blindage latéral du milieu du navire, d'environ 45,72 cm au-dessus de la ligne de flottaison jusqu'au pont principal, a été réduit de 228 mm à 203 mm et un blindage de batterie de 177 mm a été ajouté entre le pont principal et le pont supérieur du milieu du navire.

## Technique

### Dimensions du navire
Les navires avaient une longueur totale de 138,30 mètres, une largeur de 22,90 mètres et un tirant d'eau de 7,82 mètres. Leur déplacement était compris entre 15 835 tonnes et 17 567 tonnes.

### Propulsion
La classe King Edward VII était équipée de deux moteurs à vapeur composites à quatre cylindres, chacun entraînant un arbre et développant au total 18 000 shp (13 239 kW), ce qui lui permettait d'atteindre une vitesse maximale de 18,5 nœuds (34 km/h). La vapeur était fournie par dix à dix-huit chaudières à tubes d'eau Babcock & Wilcox et trois chaudières à grande chambre à eau avec une pression de travail de 14 à 15 bars. Les navires pouvaient transporter au maximum 2 273 tonnes de charbon et 386 tonnes de mazout supplémentaires, ce qui leur permettait d'atteindre une autonomie de 5 270 milles marins (9 760 km) à 10 nœuds (19 km/h). L'équipage du navire était composé de 777 officiers et membres d'équipage.,

### Armement
L'armement principal comprenait quatre canons de 305 mm dans des tourelles jumelles à l'avant et à l'arrière des superstructures et quatre canons de 234 mm dans des tourelles individuelles à l'intérieur de la citadelle blindée, deux sur chaque côté large. Les canons de 305 mm étaient montés sur des affûts Mk-BVII avec une orientation latérale de -150 à +150 degrés. Les canons eux-mêmes pesaient 51 t et avaient une portée de 24.230 m pour une élévation maximale de 30° et une vitesse de bouche à feu de 796 m/s. Ils tiraient des obus de 386 kg à une cadence d'environ deux coups par minute. Les quatre canons de 234 mm étaient montés sur des affûts individuels Mk-VS avec une orientation latérale de -142 à +142 degrés. Les canons avaient un poids de 28 tonnes. Ils avaient une portée de 23 500 m pour une élévation maximale de 30 degrés et une vitesse de bouche à feu de 847 m/s.
Les canons de 305 mm étaient équipés de cinq types d'obus différents. Un obus en acier coulé standard non trempé (CPC, common pointed cap) d'un poids de 386 kg, trois obus perforants (APC, armour-piercing capped) d'un poids de 386 à 389 kg et un obus hautement explosif d'un poids de 386 kg également. Avec l'obus perforant, le canon pouvait percer un blindage latéral de 305 mm d'épaisseur en acier à ciment à une distance de 4.390 m. L'armement secondaire était composé de quatre canons de 234 mm dans des tourelles individuelles au milieu du navire, deux sur chaque côté large. Les canons étaient montés sur des affûts Mk-VS avec une plage d'orientation latérale de -60 à +60°.
Ils avaient une portée de 14.170 m avec une élévation maximale de +15° et une vitesse de bouche à feu de 847 m/s. Les canons disposaient de trois types d'obus différents : l'obus standard en acier coulé (CPC), l'obus perforant (APC) et un obus hautement explosif, tous d'un poids de 172,4 kg. La cadence de tir était de deux coups par minute. En outre, les navires étaient équipés de dix canons de 152 mm dans des casemates, cinq sur chaque côté large. Les canons avaient une portée de 16.340 m avec une élévation maximale de +20° et une vitesse de 805 m/s à la bouche. Elles tiraient des obus de 45 kg à une cadence de cinq à sept coups par minute. Quatorze canons de 76 mm et quatorze canons de 47 mm à tir rapide étaient installés pour la protection contre les torpilleurs. En outre, le navire possédait cinq tubes lance-torpilles de 450 mm, un à l'arrière sous l'eau et deux sur chaque côté large au-dessus de l'eau.

### Blindage
La ceinture de blindage du navire était en acier au ciment Krupp de 229 mm et s'étendait au milieu du navire d'environ 7,62 m devant la barbette avant jusqu'à la barbette arrière, où elle se terminait par des cloisons transversales de 203 à 305 mm. Devant la ceinture, l'épaisseur diminuait jusqu'à l'étrave pour atteindre 50 mm d'acier AHS. Derrière la ceinture principale, le blindage était constitué d'acier au nickel de 50 mm, qui s'étendait sur la même largeur que la ceinture principale et sur une longueur de 36 m vers la poupe. Les tourelles des canons de 305 mm étaient protégées par des plaques de blindage de 203 à 305 mm et les tourelles des canons de 234 mm par des plaques de blindage de 127 à 229 mm d'épaisseur. Les barbettes des canons de 152 mm avaient une épaisseur de 304 mm au-dessus et de 203 mm en dessous du pont principal. Les casemates des canons de 152 mm étaient protégées par un blindage de 178 mm d'épaisseur. La tour de commandement était blindée de 305 mm sur tout son pourtour. Les deux ponts blindés avaient une épaisseur de 25 à 64 mm.

## Fin de carrière
HMS Commonwealth
Après guerre, il servit de navire-école (1918-1921) avant d'être vendu pour démantèlement.
HMS Dominion
Il servit, après guerre, à des tâches subsidiaires et fut vendu en 1921 pour démolition.
HMS Hindustan
Mis en réserve en 1918, il fut vendu en 1921 pour démolition.
HMS King Edward VII
Il a heurté une mine au large de Cap Wrath en Écosse, le 6 janvier 1916. Sa salle des machines fut inondée et il chavira 9 heures plus tard.
HMS New Zealand
En 1911 il est rebaptisé Zealandia. Il participa à la campagne des Dardanelles. Mis en réserve en 1917, il est vendu pour démolition en 1921.
HMS Africa
Le 10 janvier 1912, il est devenu le premier grand navire de guerre britannique à lancer un avion d'une plate-forme installée sur le pont. Il s'agit d'un Short S.27 (en) piloté par Charles Rumney Samson (en).
HMS Britannia
Il a été torpillé deux jours avant l'armistice, le 9 novembre 1918, par le sous-marin allemand UB-50 au large du Cap de Trafalgar, avec une perte de 50 hommes et 80 blessés. Il fut le dernier navire britannique perdu durant cette guerre.
HMS Hibernia
Il participa à la bataille des Dardanelles. Mis en réserve en 1917, il a été vendu à la démolition en 1921.

## Les unités de la classe
| Nom                 | Lancement        | Armement         | Chantier naval                                              | Fin de carrière                           | Photo |
| ------------------- | ---------------- | ---------------- | ----------------------------------------------------------- | ----------------------------------------- | ----- |
| HMS Commonwealth    | 13 mai 1903      | 9 mai 1905       | Fairfield Shipbuilding and Engineering Company Govan Écosse | vendu le 18 novembre 1921 pour démolition |       |
| HMS Dominion        | 25 août 1903     | 15 août 1905     | Vickers Barrow                                              | vendu le 9 mai 1921 pour démolition       |       |
| HMS Hindustan       | 19 décembre 1903 | 22 août 1905     | John Brown & Company Clydebank                              | vendu le 9 mai 1921pour démolition        |       |
| HMS King Edward VII | 23 juillet 1903  | 7 février 1905   | HMNB Devonport Devonport                                    | coulé le 6 janvier 1916 par mine          |       |
| HMS New Zealand     | 4 février 1904   | 11 juillet 1905  | HMNB Portsmouth Portsmouth                                  | vendu le 8 novembre 1921 pour démolition  |       |
| HMS Africa          | 20 mai 1905      | 6 novembre 1906  | Chatham Dockyard Chatham                                    | vendu le 30 juin 1920 pour démolition     |       |
| HMS Britannia       | 10 décembre 1904 | 8 septembre 1906 | HMNB Portsmouth Portsmouth                                  | torpillé le 9 novembre 1918               |       |
| HMS Hibernia        | 17 juin 1905     | 2 janvier 1907   | HMNB Devonport Devonport                                    | vendu le 8 novembre 1921 pour démolition  |       |